# ケンブル (ピアノ)
ケンブル（Kemble）は、1911年にロンドン北部のストーク・ニューイントンでマイケル・ケンブルによって創業されたピアノ製造会社である。2009年の生産終了までイギリスで約35万台のアップライトピアノおよびグランドピアノを製造した。
父の会社を引き継いだ後、創業者の息子はピアノ生産をミルトン・キーンズのブレッチリーへ移転した。
1964年、イギリスのピアノメーカー・J・B・クラーマー& Co.を買収した。
1968年に日本の楽器メーカーヤマハとの合弁事業Yamaha-Kemble Music (UK) Ltd. が発足し、この会社はイギリスにおけるヤマハの輸入・楽器およびプロオーディオ機器販売業務を担当した。1986年、創業者の孫のブライアン・ケンブルが社長となった。1980年代はイギリスの経済が落ちこみ、1986年にヤマハがケンブル& Co. の支援に乗り出した。以後、2009年まで約12万台のピアノが生産され、1992年には輸出に関する功績によりピアノ産業として唯一「The Queen's Award for Export Achievement」を授与された。
2007年7月、ヤマハはケンブル家が少数保有していたYamaha-Kemble Music (UK) Ltd. の残りの株式を購入した。売却後、Yamaha-Kemble Music (UK) Ltd. はYamaha Music U.K. Ltd. に改名された。にもかかわらず、この売却はヤマハのイギリスにおけるピアノ販売・製造部門であるKemble & Co. Ltd. には影響を与えなかった。
2009年、ケンブルピアノの生産は全てアジアへ移され、欧州での生産が終了した。これによってイギリスにおけるピアノ製造の幕が降ろされた。閉鎖時にも、ケンブルはまだ年間約7千台のピアノを輸出していた。
ケンブルは2018年現在中国で生産されるヤマハの手頃な価格のブランドである。

## 製造ブランド[7]
- Kemble
- Brinsmead
  - 1836年に「John Brinsmead」として創業。その後「John Brinsmead & Sons」に改称。20世紀中頃にJ. B. Cramer & Co. によって買収された。ブランド名は1964年にCramerと共にケンブルに移った。
- Cramer
- B.Squire
- Squire & Longson
- Rogers Eungblut
- Moore & Moore
  - 1838年に創業したロンドンのピアノメーカー。1933年にケンブルによって買収[8]。
- Renn